# Gepárd (fuzil antimaterial)
Os fuzis antimaterial Gepárd ("gepárd" significa guepardo em húngaro) são uma família de armas húngaras fabricadas pela Sero International projetadas para destruir alvos sem blindagem e com blindagem leve. Esses fuzis de longo alcance e grande calibre têm alta precisão e velocidade de saída. Em 1987, o Exército Popular Húngaro procurou obter uma arma compacta e móvel que pudesse danificar alvos com blindagem leve. O projeto, liderado por Ferenc Földi (Instituto de Tecnologia Militar do Exército Popular Húngaro), culminou na criação dos Gepárd.

## Descrição
O M1 foi o primeiro fuzil Gepárd a entrar em serviço. Ele apresentava um cano longo para maior precisão, uma coronha de esqueleto para reduzir o peso e usava o cartucho pesado de 12,7×108mm. No entanto, o fuzil era complicado de recarregar. O M1 disparava apenas um tiro e tinha que ser recarregado manualmente. Para fazer isso, o operador tinha que girar, puxar para trás, remover o conjunto da empunhadura (cujo formato lembra uma pistola sinalizadora) e inserir outro cartucho. Essa tarefa tediosa levava tempo para ser dominada e diminuía a cadência de tiro da arma. Outras dificuldades, como o alto recuo, também afetaram o M1. O problema do recuo foi resolvido com a adição de um cano que recuava após cada tiro. O desenho foi inspirado nos canhões de artilharia, que enfrentam o mesmo impedimento. Ainda assim, os fuzis Gepárd precisam de miras telescópicas especialmente fabricadas e de alta resistência. Melhorias, como a adição de uma mochila transportadora/lafette e um cano mais longo, levaram à variante M1A1, mas com 21 kg seu peso de combate foi considerado excessivo.
O M1 era essencialmente uma arma de precisão, não destinada principalmente à aplicação militar em campo, mas ao uso da polícia antiterrorista e das forças especiais, que operam com base no princípio "um tiro, uma morte". A ação de tiro único foi projetada para reduzir o número de peças móveis e permitir extrema precisão, cinco acertos em cinco tiros cabem em um círculo de raio de 25 cm a 1.300 m. No entanto, o exército húngaro decidiu comprar 25 fuzis do tipo Gepárd M1 para uso como fuzil de destruição de material em campo, mas não comprou nenhuma das variantes posteriores até o momento. Devido ao grande peso do Gepárd M1, os atiradores foram instruídos a abandonar a arma se fossem forçados a recuar rapidamente e apenas guardar o conjunto do punho para prova, inutilizando a arma.
Uma versão semiautomática do M1 foi produzida posteriormente. Chamando-o de M2, os projetistas reduziram o comprimento e o peso do cano. Uma variante de paraquedista ainda mais curta, chamada M2A2, tornou-o mais favorável às forças aerotransportadas e às forças especiais, especialmente porque podia ser disparado do quadril, graças ao mecanismo de recuo avançado. Um osciloscópio com tecnologia de fibra óptica e um sistema de imagem ocular foram desenvolvidos (ou pelo menos propostos) para permitir o uso de um M2A2 disparado pelo quadril para fins de proteção VIP. Embora o 12,7×108mm fosse considerado um dos mais poderosos, Fellegi decidiu que não era bom o suficiente. Ele então encomendou o desenvolvimento do M3, com 14,5×114mm maior. Com esta nova capacidade destrutiva também veio maior precisão e alcance, tornando o M3 o mais popular dos fuzis Gepárd.
No entanto, mais três modelos viriam a seguir. O M4 e o M5 buscaram se tornar melhorias no M2, com materiais mais resistentes e melhor confiabilidade. As novas versões têm um visual mais retangular e costumam ter acabamento em aço enegrecido, enquanto M1, M2 e M3 costumam ser pintadas na cor verde oliva. Gepárd M5 é um fuzil de ferrolho para atiradores militares e pesa apenas 13 kg, enquanto o M4 é um fuzil antimaterial semiautomático. O carregador tipo tambor de 10 tiros, tão característico do M2 e M3, foi substituído por um carregador tipo cofre reto com capacidade para cinco tiros. Os M4 e M5 posteriores podem disparar munições 12,7 mm russas ou da OTAN, já que o cano da arma pode ser substituído em campo.
O M3 é estritamente um fuzil antimaterial, porque embora o cartucho de 14,5 mm seja extremamente poderoso, sua precisão se degrada rapidamente em distâncias além de 1.000 m. Seu alto poder destrutivo é eficiente para destruir helicópteros, veículos blindados de transporte de pessoal ou estações de radar móveis.
Por fim, a família de fuzis Gepárd concluiu com o M6, agora denominado "GM6 Lynx". Este fuzil usava cartuchos 12,7×108mm e 12,7x99mm NATO, como o M2 e M4, mas apresentava peças mais fortes, peso mais leve, comprimento menor e mira aprimorada.
A história da produção do Gepárd foi acidentada, uma vez que foi concebido e prototipado no final do regime comunista e as primeiras tiragens de produção aconteceram no início da década de 1990, quando a Hungria fez a transição para uma economia de mercado. Os primeiros exemplares foram montados na Vízgépészeti Vállalat (Companhia Hidrotécnica Estatal). A produção e o desenvolvimento do Gepárd acontecem atualmente na Báthory-Épszolg Kft. (GM6 é fabricado pela SERO Kft.), que também produz o novo fuzil de precisão "Szép 7,62×51mm" para o exército húngaro e unidades da polícia antiterrorista. Este fuzil de precisão menor e de calibre padrão deve muitos elementos de projeto ao Gepárd, já que seu projetista, Ferenc Szép, também participou do desenvolvimento das armas Gepárd.

## Munição
Os fuzis M-1, M-1A1, M-2, M-4, M-5 e M-6 usam o cartucho 12,7×108mm como calibre principal. Eles podem ser convertidos para disparar o cartucho 12,7x99mm NATO. O fuzil M-3 usa apenas o cartucho soviético 14,5×114mm.

## Operadores
- Hungria

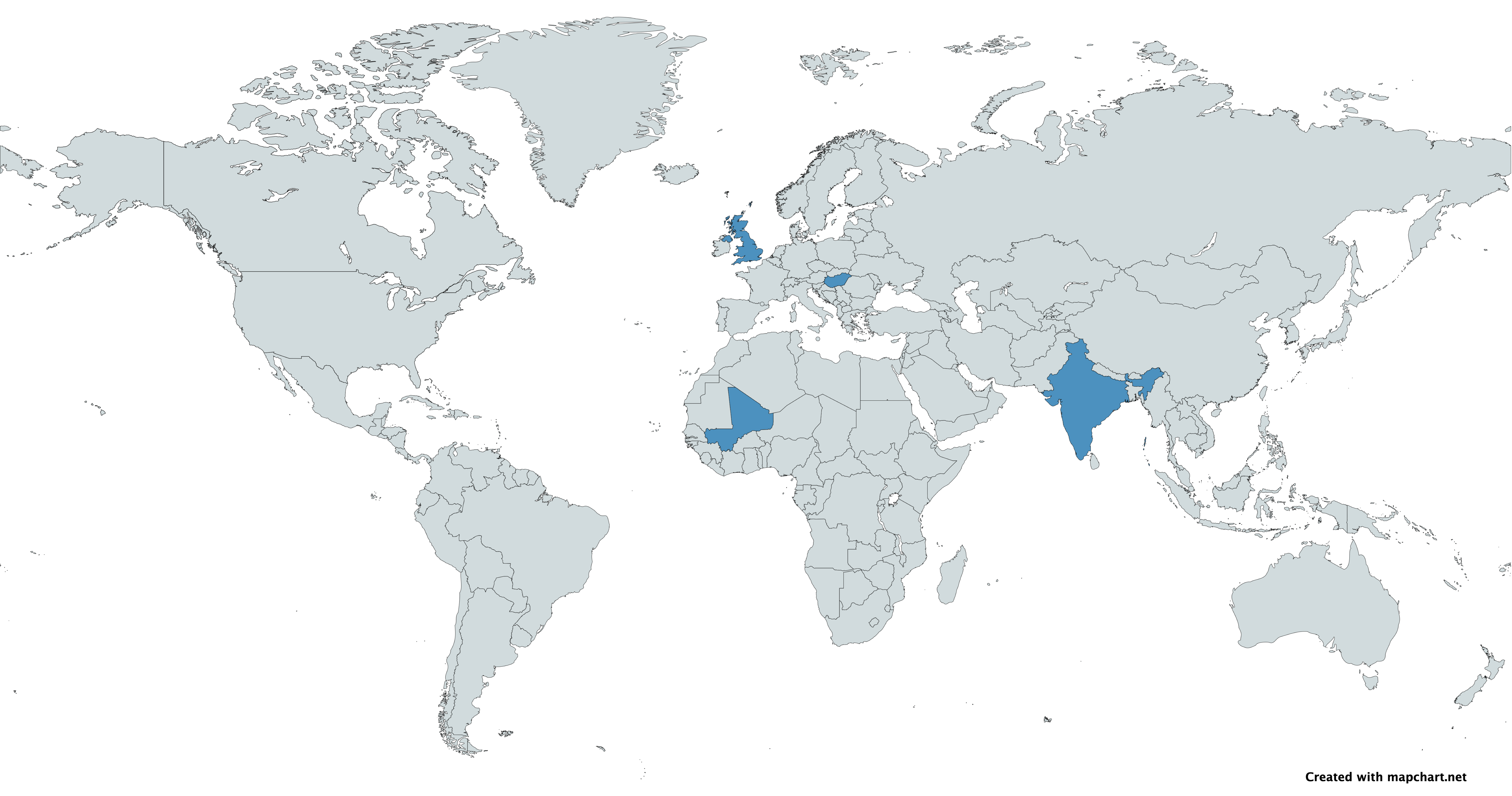
Mapa com operadores do fuzil antimaterial Gepárd em azul

- Índia: Forças especiais indianas usam o GM6 Lynx.[5]
- Mali: Movimento Popular de Libertação de Azauade usou M2.[6]
- Reino Unido: 150 modelos foram adquiridos para uso pelo Serviço Aéreo Especial e Serviço de Bote Especial, com alegações de que o fuzil foi usado no Iraque e na Síria.[7]